# Michael Jacobi
Michael Jacobi (Sanne, 1618 - Lüneburg, 19 oktober 1663), ook wel gespeld als Michael Jakobi, was een Duitse musicus en barokcomponist. Hij was niet alleen zanger maar bespeelde ook de viool, de luit en de fluit.

## Levensloop
Michael Jacobi werd in Sanne geboren als zoon van predikant Joachim en een verder onbekend gebleven moeder. Hij verbleef drie jaar in Stockholm, waar zijn broer Joachim de functie van cantor uitoefende. Hij volgde hier onder andere een opleiding. In 1641-1642 studeerde Jacobi rechten aan de Universiteit van Straatsburg. Hierna maakte Jacobi een reis door Europa, waarbij hij onder andere Frankrijk, Italië, Oostenrijk, Denemarken en de Nederlanden aandeed. In Italië diende hij zelfs nog enige tijd als soldaat. Onderweg volgde hij tevens muziekonderwijs.
Vanaf 1647 ging hij samenwerken met de dichter Johann Rist en op diens voorspraak werd Jacobi in 1648 benoemd tot cantor in Kiel. Hier trouwde hij in 1650 met Catharina Holste, met wie hij vier zonen en vier dochters kreeg.
In 1651 volgde een benoeming tot cantor van de Johanneskirche in Lüneburg. De Dertigjarige Oorlog had het muziekleven in Lüneburg een grote klap toegebracht en voor Jacobi was hier dan ook een belangrijke taak weggelegd: hij kocht nieuwe instrumenten en muziekstukken, trok musici aan, zorgde voor een goede zangopleiding, organiseerde muzikale passies en bemoeide zich met theaterproducties in scholen. Onder anderen de componist Johann Georg Ebeling (1637-1676) volgde zijn muziekonderricht in de Johanneskirche.
Vanaf 1668 was Christian Flor als organist verbonden aan de Johanneskirche. Hij had eerder al gehoopt Jacobi als cantor op te volgen, maar deze functie ging na Jacobi's overlijden in 1663 naar Friedrich Funcke (1642-1699).

## Werken
Als componist werkte Jacobi veel samen met Johann Rist. Hij zette diverse gedichten van Rist op muziek en verzorgde muzikale bijdragen bij diens toneelwerken. Samen brachten zij onder andere de volgende werken uit:
- Das Friedewünschende Teutschland (1647)
- Das Friedejauchzende Teutschland (1653)
- Neüe Musikalische Kreutz- Trost- Lob- und DankSchuhle (1659)

Daarnaast componeerde Jacobi nog zestien zangstukken voor onder andere huwelijken en begrafenissen.